# Луоба
Луоба́ (устар. Луба, Люба; лит. Luoba) — река в Литве, протекает по территории Мажейкяйского и Скуодасского районов на северо-западе страны. Правый приток средней Бартувы.
Длина реки составляет 52 км. Площадь водосборного бассейна — 354 км². Средний уклон — 1,93 м/км. Скорость течения — 0,1 м/с. Средний расход воды в устье — 4,18 м³/с.
Луоба является одним из основных притоков Бартувы в Литве. Начинается около деревни Ивонишке, на расстоянии 6 км к северо-западу от Седы. В верховье и низовье течёт преимущественно на северо-запад, в среднем течении — на запад. В низовье Луобу пересекают автодороги краевого значения 169 и 170. Впадает в Бартуву около Скуодаса.
Притоки:
- левые: Пуокупис, Гайвянис, Ашоклис, Прагулба, Шата;
- правые: Кулупис, Ишрайтас, Гунтинас[3].